# 君たちはどう生きるか
『君たちはどう生きるか』（きみたちはどういきるか）は、1937年初出版の吉野源三郎による日本の小説。コペルというあだ名の15歳の少年・本田潤一とその叔父が、精神的な成長、貧困、人間としての総合的な体験と向き合う姿を描く。
当初『日本少国民文庫』第5巻として編纂代表の山本有三自身が執筆する予定であったが、病身のため代わって吉野が筆をとることになったとされる。初刊は1937年に新潮社で出版、戦後になって語彙を平易にするなどの変更が加えられ、ポプラ社や岩波書店で出版された。新潮社版も度々改版され長年重版した。
児童文学の形をとった教養教育の古典としても知られる。
2017年には羽賀翔一による漫画化『漫画 君たちはどう生きるか』がマガジンハウスから出版され、2018年3月には累計200万部を突破した。
2023年7月20日、岩波文庫において累計販売数が、長らく1位だった『ソクラテスの弁明』を超え、本作が1位になったことが発表された。タイトルと由来となった、スタジオジブリ制作、宮崎駿脚本・監督による長編アニメーション映画『君たちはどう生きるか』公開の反響を受けたものという。

## 構成
旧制中学二年（15歳）の主人公であるコペル君こと本田潤一は、学業優秀でスポーツも卒なくこなしていた。父親は亡くなるまで銀行の役員で、家には女中と女中長がいる。同級生には経営者や大学教員、医師の息子が多く、クラスの話題はスキー場や映画館、銀座や避暑地にも及ぶ。
コペル君は友人たちと学校生活を送るなかで、さまざまな出来事を経験し、観察する。各章のあとに続いて、その日の話を聞いた叔父さんがコペル君に書いたノートという体裁で、「ものの見方」や社会の「構造」、「関係性」といったテーマが語られる、という構成になっている。
 コペルニクスのように、自分たちの地球が広い宇宙の中の天体の一つとして、その中を動いていると考えるか、それとも、自分たちの地球が宇宙の中心にどっかりと坐りこんでいると考えるか、この二つの考え方というものは、実は、天文学ばかりの事ではない。世の中とか、人生とかを考えるときにも、やっぱり、ついてまわることになるのだ。—ものの見方について（おじさんのノート）
最後にコペル君は叔父への返答として、ノートに「自分の将来の生き方」について決意を書き綴り、語り手が読者に対して「君たちは、どう生きるか」とたずねてこの小説は終わる。

## 評価
本書は軍国主義による閉塞感が高まる1930年代の日本において、少年少女に自由で進歩的な文化を伝えるために企画された「日本少国民文庫」のうちの1冊である。
丸山眞男は、子供であるコペル君が現実を観察し、色々な事を発見していく過程をごく自然に描く作者の筆致と、叔父さんからの手紙という形で主人公の発見を補完する構成を称賛している。また本書の題ともなっている「君たちはどう生きるか」という問いかけには、「いかに生きるべきか」という倫理的な問題だけでなく、どういった社会科学的な認識のもとで生きていくかという問題が提示されている点を評価している。
著者の吉野源三郎によれば、『君たちはどう生きるか』はもともと文学作品として構想されたものではなく、倫理についての本として書かれた。しかし高田里惠子によれば本書は、教養主義の絶頂期にあった旧制中学校の生徒に向けて書かれた教養論でもある。高田は、官立旧制中学の代表格であった東京高師附属中学校（現・筑波大附属中・高）出身の著者により描かれた主人公たちの恵まれた家庭環境や高い社会階級に注目し、本書が「君たち」と呼びかける、主体的な生き方のできる（つまり教養ある）人間が、当時は数の限られた特権的な男子であったことを指摘している。

## 映像化

### ドラマ
2018年5月1日にTBS・MBS系列で放送された「教えてもらう前と後 池上彰と日本が動いた日「君たちはどう生きるか」SP」において、約30分のドラマとして映像化され、コペル君を加藤清史郎、おじさんを長谷川朝晴、母を中島ひろ子が演じた。
ただし、この映像化は「著者遺族の許可」を得ていなかったとされており、吉野源三郎の長男が弁護士を立ててマガジンハウスに抗議を行っている。

## 関連作品
- 『君たちはどう生きるか』 - 宮﨑駿監督のアニメーション映画。2023年7月14日公開。タイトルは本書に由来する。